# Seleção Boliviana de Futebol Sub-20
A Seleção Boliviana de Futebol Sub-20, também conhecida por Bolívia Sub-20, é a seleção boliviana de futebol formada por jogadores com idade inferior a 20 anos.